# Somniosus rostratus
El tiburón pequeño dormilón (Somniosus rostratus) es una especie de tiburón de profundidad, de la familia Somniosidae. En general es considerada una especie rara, muy poco frecuente, y de la que se dispone todavía de una información extremadamente escasa.

## Morfología
- Cuerpo fusiforme con el morro amplio y redondeado.
- Sin membrana nictitante ni aleta anal.
- Con dos aletas dorsales, sin espinas.
- Con cinco pares de hendiduras branquiales.
- Su color es entre marrón oscuro y negruzco.
- La longitud total (TL) máxima registrada para la especie es de 137,5 cm.
- La talla de madurez sexual descrita para los machos es de 71 cm TL y entre 82 y 134 cm TL para las hembras.

## Distribución geográfica
Mar Mediterráneo (ambas cuencas; no citado en el Mar Negro) y Atlántico NE próximo (desde Madeira hasta el NW de Irlanda).Una especie afín, Somniosus longus, que podría corresponder en realidad a la misma especie (aspecto que requiere aún de trabajos de investigación adicionales), se ha descrito en el Pacífico NW, junto a las costas de Japón.

## Rango batimétrico
Es una especie de profundidad, que habita en general sobre el talud, habiéndose capturado entre 180 y algo más de 1.000 m de profundidad. No se han publicado observaciones directas de la especie en su medio natural.

## Alimentación
Se sabe muy poco de su alimentación. Se supone que se alimenta de distintas especies de peces e invertebrados de profundidad.

## Reproducción
Es una especie vivípara aplacentária. Su medida al nacer es de entre 21 a 28 cm de longitud total. Se ha descrito una fecundidad de al menos 8 embriones aunque datos no publicados indican que puede superar la decena de embriones por gestación.

## Aprovechamiento
Especie sin interés comercial en general, aunque en ocasiones puede comercializarse su carne junto con otras especies de tiburones de talla semejante capturadas en los mismos fondos (e.g. Centrophorus).

## Galería

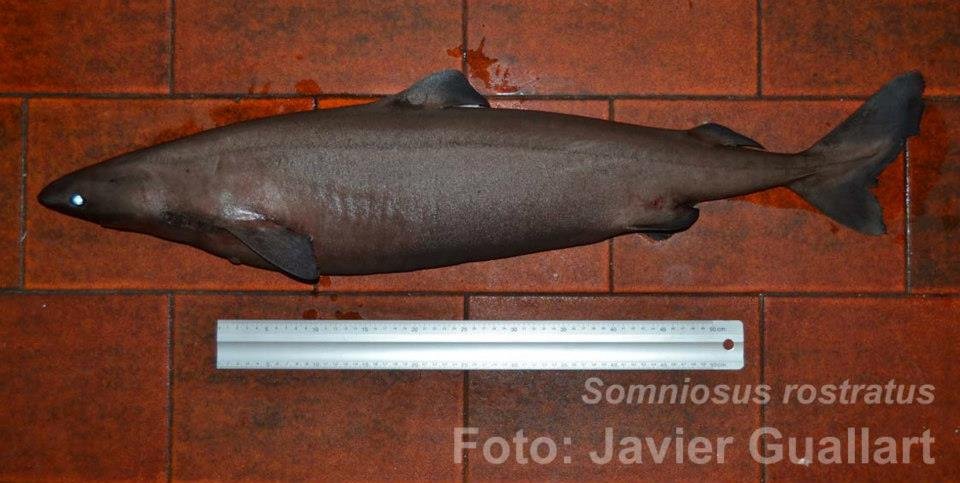
Ejemplar adulto de Somniosus rostratus capturado en el canal de Ibiza en 2013
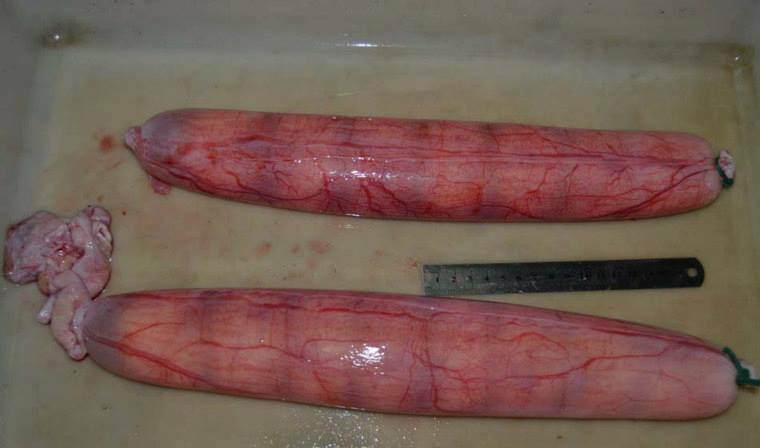
Úteros de un ejemplar de Somniosus rostratus capturado en el canal de Ibiza (Mediterráneo occidental) en 2013
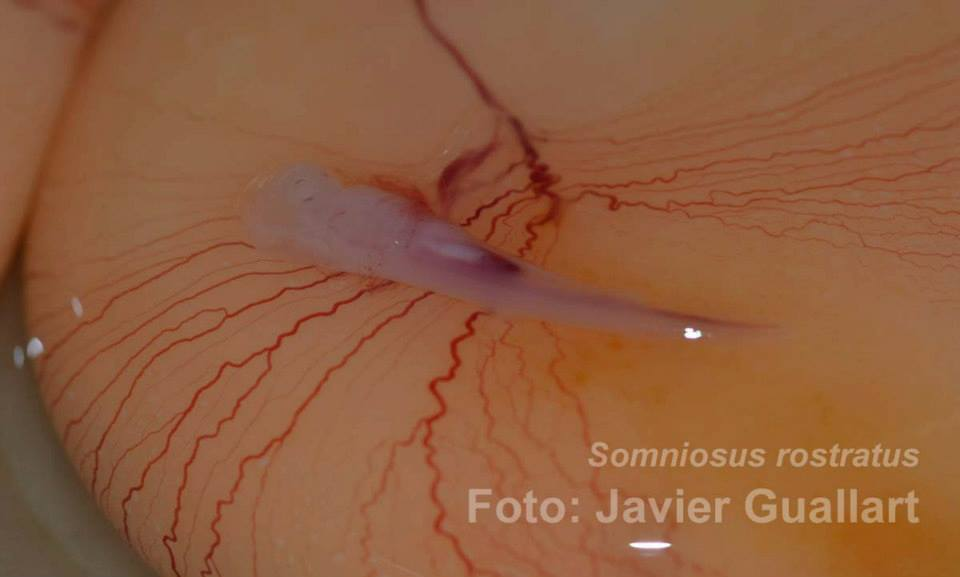
Embrión temprano de Somniosus rostratus